# Nikolai Semyonovich Leskov

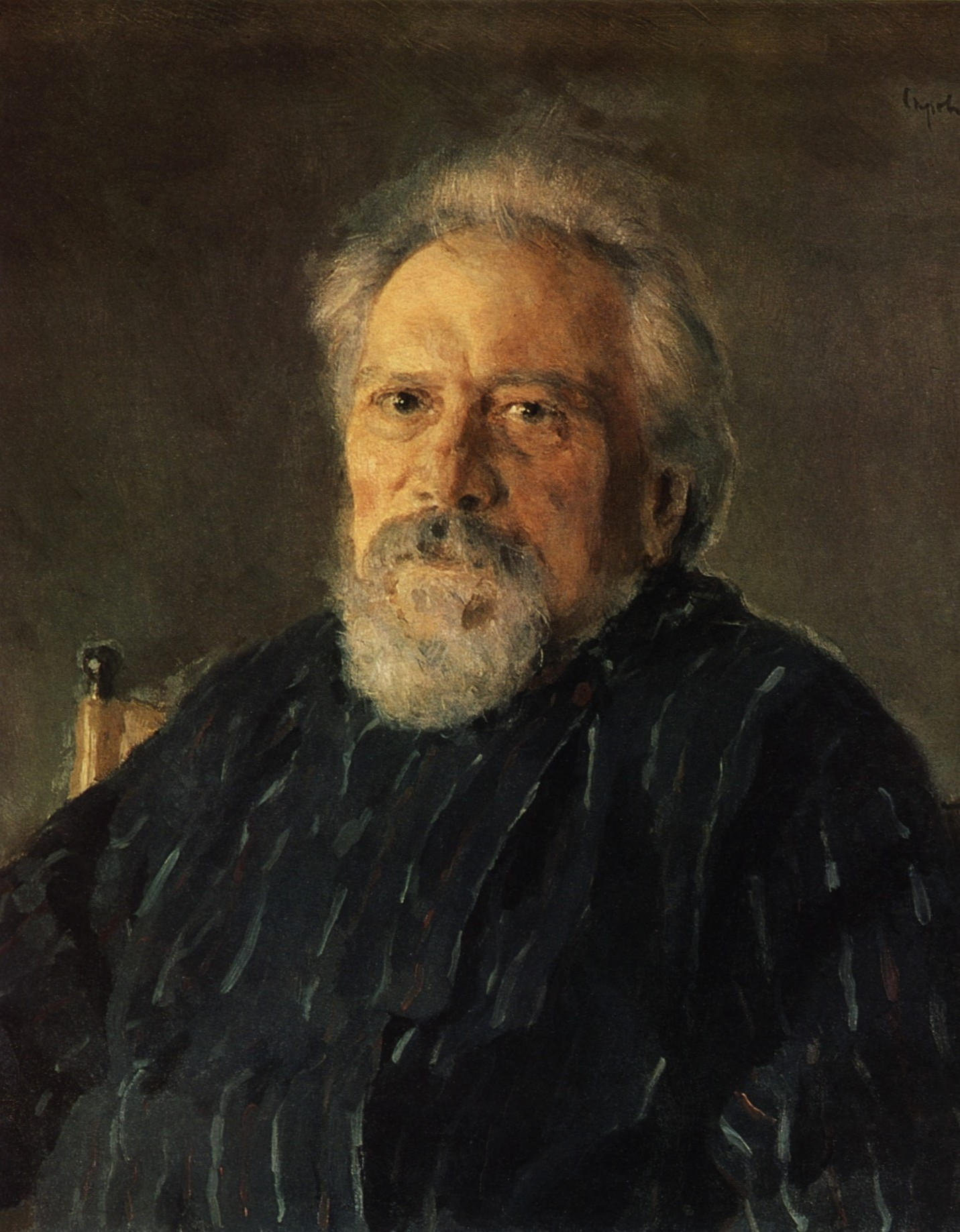
Chân dung Nikolai Semyonovich Leskov do Valentin Alexandrovich Serov vẽ, 1894

Nikolai Semyonovich Leskov (tiếng Nga: Николай Семёнович Лесков Nikolaj Semënovich Leskov; 16 tháng 2 năm 1831 - 5 tháng 3 năm 1895) là một nhà báo, nhà văn Nga. (Ông còn có bút danh M. Stebnitskii). Với nhiều người Nga, ông được coi là "Người Nga nhất trong các nhà văn Nga".
Ông sinh ra tại Gorokhovo, Oryol, và bắt đầu đi học tại trường tiểu học ở Oryol. Cha ông mất và hậu quả là mất tài sản thừa kế trong một trận hoả hoạn vào năm 1846 đã buộc ông phải thôi học khi mới 15 tuổi. Leskov làm thư ký trong hai năm tại toà án hình sự Oryol và sau đó chuyển đến Kiev làm trợ lý thư ký cho một văn phòng tuyển quân. Tại đây ông ở nhà một người chú là một giáo sư ngành dược. Ông đọc rộng về các lĩnh vực triết học và kinh tế học, học tiếng Ba Lan và tiếng Ukraina và tham gia vào các nhóm về dân chủ ở thành phố này. Ông cưới Olga Smirnova vào năm 1853, có một con trai và một con gái. Từ 1857 đến 1860 ông làm quản lý cho một hãng buôn của Anh và đã đến những vùng xa xôi của Nga. Sau đó ông quyết định theo đuổi sự nghiệp văn chương.
Sau khi rời Moskva ông li dị vợ và bắt đầu viết báo cho các tạp chí.
Sự nghiệp văn chương của ông bắt đầu vào năm 1861 khi ông làm việc cho một tờ tạp chí ở Sankt-Peterburg. Ông cho ra đời tác phẩm văn xuôi đầu tiên của mình, Pogassee Delo (1862), và tiểu thuyết đầu tiên, Không ở đâu (1864).
Những tác phẩm chính của ông bao gồm Phu nhân Macbeth ở quận Mtsensk (1865) (sau đã được chuyển thành một vở opera), Câu chuyện về Tay Chiêu lé mắt từ Tula và Rận Thép (1881) và tiểu thuyết Những kẻ ở nhà thờ (1872).
Với tư cách là một nhà văn và nhà báo vào thời kì hỗn loạn của thập niên 1860, ông nhanh chóng thiết lập được danh tiếng trong việc chống lại chủ nghĩa hư vô. Cùng thời gian đó, ông cũng không hẳn là người theo chủ nghĩa bảo thủ. Việc không theo một phe nào đã gây cho ông những khó khăn về kinh tế, cho đến khi ông có thể tìm được một vài tờ báo tài trợ cho việc xuất bản những tác phẩm của mình. Khi những tờ báo tự do đóng cửa, ông bắt đầu viết cho những tờ báo theo phe bảo thủ, nhưng những chỉ trích của ông đối với những nô lệ, giáo sĩ chính thống và dân thường cũng đã gây sự tức giận trong giới bảo thủ.
Leskov làm trong Ủy ban Học thuật của Bộ Giáo dục từ 1874. Ông bị sa thải vào năm 1883 do tư tưởng quá tự do. Sau cuộc khủng hoảng tôn giáo vào giữa những năm 1870 ông xuất bản vài tác phẩm có tính nghi ngờ Đạo Cơ đốc chính thống. Hè năm 1872 ông du lịch đến vùng Karelia và thăm tu viện Valamo ở hồ Ladoga.
Vào cuối thập niên 1880, những chỉ trích ngày càng tăng của Leskov về các học thuyết của giáo hội bắt đầu gây sự chú ý cho các nhân viên kiểm duyệt. Dưới ảnh hưởng của Lev Nikolayevich Tolstoy ông viết một vài tác phẩm đề cập đến các truyền thuyết về nhà thờ. Trong những năm cuối đời Leskov bị ung thư vú và ý nghĩ về cái chết luôn lởn vởn trong tâm trí ông. Leskov mất ngày 5 tháng 3 năm 1895, được chôn tại nghĩa trang Literatorskiye Mostki  Lưu trữ ngày 18 tháng 8 năm 2007 tại Wayback Machine (Nghĩa trang văn học) nằm trong khuôn viên nghĩa trang Volkovo tại Sankt-Peterburg.
Tuyển tập các tác phẩm của ông được xuất bản lần đầu tiên vào những năm 1902-03. Sau Cách mạng các tác phẩm của ông bị nghi ngờ về giá trị, mặc dù Maxim Gorky đã lên tiếng bảo vệ ông trước đó, phát biểu rằng Leskov "là nhà văn bắt rễ sâu nhất trong quần chúng và hoàn toàn không chịu ảnh hưởng của nước ngoài". Anton Pavlovich Chekhov đánh giá Leskov là một người thầy đáng kính của mình. Trong vài thập kỉ Leskov không được sự thừa nhận chính thức, một phần cũng do những đề tài tôn giáo của ông. Trong thập niên 1940 xuất hiện hai công trình nghiên cứu về tác phẩm của Leskov. Cùng với việc xuất bản các tác phẩm chọn lọc của Leskov trong thập niên 1950 và những bản in, bản dịch mới, vị trí của ông trong các nhà văn cổ điển Nga thế kỉ 19 đã được khẳng định.

## Các tác phẩm tiêu biểu
- Không ở đâu (1864)
- Phu nhân Macbeth ở quận Mtsensk (1865)
- Trên những con dao (1870)
- Người hành hương mê đắm (1873)
- Thiên thần bị đóng ấn (1873)
- Câu chuyện về Tay Chiêu lé mắt từ Tula và Rận Thép (1881)
- Pamfalon thằng hề (1887)
- Núi (1890)